# Artemare

Artemare este o comună în departamentul Ain din estul Franței.